# Clásico Internacional del Caribe
El Clásico Internacional del Caribe o Caribbean Derby es una carrera de caballos purasangre de tres años de edad. Es el mayor premio de América Central (500,000 dólares estadounidenses en 2022). Disputado en 1800 metros en cancha de arena. Organizado por la Confederación Hípica del Caribe. Su escenario se cambia entre los hipódromos del Caribe y se realiza en diciembre de cada año.

## Historia del Clásico
Disputado por primera vez en Puerto Rico el 26 de junio de 1966, en el cual compitieron nueve ejemplares provenientes de Colombia, Panamá, República Dominicana, Venezuela y por supuesto, el país anfitrión Puerto Rico. La prueba, en distancia de 1.800 metros, contó con premio de US$ 30.000, de los cuales US$20.000 serían para el ejemplar ganador. Valga decir que ese domingo el Hipódromo El Comandante, de Carolina, estaba totalmente lleno. Se estimó la asistencia en unas 20,000 personas. Había nerviosismo entre los hípicos de los diversos países asistentes. Era la primera vez que se enfrentaban hípicas de naciones caribeñas. Fue ganado por el venezolano Victoreado (hijo del venezolano Viviani en Yeyelapor Dichato), propiedad del Stud Raga y entrenado por Domingo Noguera Mora. 
El Clásico caribeño no se realizó en los años de 1972 y 1979.
Según relata Juan Macedo, en sus  Anécdotas Hípicas Venezolanas, la carrera se desarrolló de la siguiente forma: “Al darse la salida de la carrera, la panameña BIBI se colocó al frente del pelotón, seguida por EL REBELDE, mientras SANTA CATALINA, VÉLIKA, POMAR, TOJO, VICTOREADO y PANCHO VILLA completaban el orden durante los primeros metros del evento. Cuando restaban cerca de mil metros para el final, Cordero movió a EL REBELDE, que dominó a BIBI con ventaja de tres cuerpos. Restando unos 700 metros para la meta, Gustavo Ávila comenzó a exigir a VICTOREADO, que desarrolló fuerte empuje que lo llevó al segundo lugar al entrar en la recta final. En este punto EL REBELDE parecía encaminado al triunfo, pero ante el ensordecedor ruido producido por la gran cantidad de público presente en las tribunas, VICTOREADO pudo dar alcance a tiempo al líder,  para vencerlo por un cuerpo de ventaja y tiempo de 1.56”1 para el recorrido”. 
El primer ejemplar en ganar el evento por descalificación fue Vuelve Candy B. en 1991, cuando los ejemplares que llegaron en las primeras dos posiciones Río Chamita y Landrea de Venezuela, dieron positivo a los medicamentos Butazolidina y Lasix sustancias ilegales para ese momento en los hipódromos de Puerto Rico.
Verset Dancer (PR) fue la primera yegua en ganar el Clásico del Caribe, estableciendo el récord de pista en el antiguo Hipodromo El Comandante así como el récord del clásico en 1:50:1/5. Además de Verset Dancer han triunfado seis yeguas en el Clásico del Caribe: Galilea (COL) en 1981; Angelical (PAN) en 1996, Alexia (PAN) en 2001;  Bambera (VEN) en 2009 
, Ninfa del Cielo (VEN) en 2014 y Jala Jala (MEX) en 2017.
En 2012 El de Chiné le dio la cuarta victoria consecutiva a Venezuela, gesta nunca antes alcanzada por ningún país en la historia de esta prestigiosa carrera. Montado por el estelar jinete venezolano Emisael Jaramillo, cronometró 1:52:69, venciendo por pescuezo al triple coronado Arquitecto de Puerto Rico. Emisael Jaramillo logra en el 2014 su quinto triunfo en el Clásico con Ninfa del Cielo y su duodécimo en eventos del Caribe, ambas marcas en la Serie Hípica del Caribe. 
Ganadores por país:Panamá = 16 veces. Venezuela = 15 veces. México = 14 veces. Puerto Rico = 8 veces Colombia = 1 vez. República Dominicana = 1 vez. Cabe destacar que el jinete venezolano Emisael Jaramillo ha ganado 5 veces y 3 de manera consecutiva los clásicos de 2010, 2011 y 2012.

## Sedes
| Veces | Sede                       | Años |
| ----- | -------------------------- | --- |
| 22    | Hipódromo El Comandante    | 1966, 1968, 1974, 1977, 1978, 1981, 1982, 1983, 1987, 1989, 1991, 1992, 1993, 1994, 1996, 2000, 2001, 2002, 2003, 2004, 2005, 2006 |
| 10    | Hipódromo La Rinconada     | 1967, 1971, 1975, 1980, 1985, 1997, 2010, 2014, 2022 y 2024                                                                        |
| 9     | Hipódromo Presidente Remón | 1970, 1973, 1984, 1999, 2011, 2013, 2015, 2023 y 2025                                                                              |
| 6     | Hipódromo Camarero         | 2007, 2008, 2009, 2012, 2016 y 2021                                                                                                |
| 3     | Gulfstream Park            | 2017, 2018 y 2019 |
| 2     | Hipódromo de Las Américas  | 1969 y 1976 |
| 2     | Hipódromo Caliente         | 1986 y 1988 |
| 1     | Santa Rosa Park            | 1998 |
| 1     | Hipódromo V Centenario     | 1995 |
| 1     | Hipódromo Santa Rita       | 1990 |

## Historial de Ganadores
| LVII    | 2025 | Presidente Remón       | 1,800 m      | Arena        |                   |                         |                        |                         |              |              |              |              |              |              |              |
| LVI     | 2024 | La Rinconada           | 1,800 m      | Arena        | Niño Lorenzo      | Emisael Jaramillo       | David Palencia         | Stud M.M                | 1:52.72      |              |              |              |              |              |              |
| LV      | 2023 | Presidente Remón       | 1,800 m      | Arena        | Blessed Ben Hur   | Luis Saez               | Mario Estevez          | Stud Danni Sam          | 1:56.98      |              |              |              |              |              |              |
| LIV     | 2022 | La Rinconada           | 1,800 m      | Arena        | Iniesta ±         | Paco López              | Oscar González         | Cuadra San Isidro       | 1:51.09      |              |              |              |              |              |              |
| LIII    | 2021 | Camarero               | 1,800 m      | Arena        | Tamborero         | Juan Carlos Díaz        | Ramón Morales          | Sonata Stable           | 1:53.70      |              |              |              |              |              |              |
|         | 2020 | No se corrió           | No se corrió | No se corrió | No se corrió      | No se corrió            | No se corrió           | No se corrió            | No se corrió | No se corrió | No se corrió | No se corrió | No se corrió | No se corrió | No se corrió |
| LII     | 2019 | Gulfstream Park        | 1,800 m      | Arena        | The Brother Slew  | Paco López              | Paul Valery            | Stud Chamberi           | 1:51.76      |              |              |              |              |              |              |
| LI      | 2018 | Gulfstream Park        | 1,800 m      | Arena        | Kukulkan ±        | Irad Ortiz Jr.          | Fausto Gutierrez       | Cuadra San Jorge        | 1:54.80      |              |              |              |              |              |              |
| L       | 2017 | Gulfstream Park        | 1,800 m      | Arena        | Jala Jala ¥       | Irad Ortiz Jr.          | Fausto Gutierrez       | Cuadra San Jorge        | 1:52.14      |              |              |              |              |              |              |
| XLIX    | 2016 | Camarero               | 1,800 m      | Arena        | El Tigre Mono     | Félix Salgado           | Carlos Espino Guanti   | Stud Marathon           | 1:57.33      |              |              |              |              |              |              |
| XLVIII  | 2015 | Presidente Remón       | 1,800 m      | Arena        | Calínico          | José Lezcano            | Alberto Paz Rodríguez  | Stud Campo Azul         | 1:57:33      |              |              |              |              |              |              |
| XLVII   | 2014 | La Rinconada           | 1,800 m      | Arena        | Ninfa del Cielo ¥ | Emisael Jaramillo       | Juan Carlos Ávila      | Stud El Oso Yogui       | 1:51.00      |              |              |              |              |              |              |
| XLVI    | 2013 | Presidente Remón       | 1,800 m      | Arena        | Diamante Negro    | Moisés González         | Ulises Silva Trejo     | Cuadra Mapa             | 1:54:54      |              |              |              |              |              |              |
| XLV     | 2012 | Camarero               | 1,800 m      | Arena        | El de Chine       | Emisael Jaramillo       | Juan Carlos Ávila      | Stud Monte Piedad       | 1:52.69      |              |              |              |              |              |              |
| XLIV    | 2011 | Presidente Remón       | 1,800 m      | Arena        | Heisenberg        | Emisael Jaramillo       | Santos Mario Domínguez | Stud Jabces             | 1:54.00      |              |              |              |              |              |              |
| XLIII   | 2010 | La Rinconada           | 1,800 m      | Arena        | Water Jet ±       | Emisael Jaramillo       | Gustavo Delgado        | Establo El Fantasma     | 1:48.80      |              |              |              |              |              |              |
| XLII    | 2009 | Camarero               | 1,800 m      | Arena        | Bambera ¥         | Edgar Pérez             | Gustavo Delgado        | Establo Paula-C         | 1:51.60      |              |              |              |              |              |              |
| XLI     | 2008 | Camarero               | 1,800 m      | Arena        | Sicótico ±        | Joel Rosario            | Eugenio Deschamps      | Establo Jacksan         | 1:52.54      |              |              |              |              |              |              |
| XL      | 2007 | Camarero               | 1,800 m      | Arena        | Soy Conquistador  | Héctor Berríos          | Máximo Gómez           | Establo Edelsam         | 1:50.06      |              |              |              |              |              |              |
| XXXIX   | 2006 | El Comandante          | 1,800 m      | Arena        | Ay Papá           | Fernando Jara           | José Carrillo          | Stud Angel C            | 1:53.02      |              |              |              |              |              |              |
| XXXVIII | 2005 | El Comandante          | 1,800 m      | Arena        | Borrascoso        | Alexis Feliciano        | Sammy Garcia           | Silent Stable           | 1:54.60      |              |              |              |              |              |              |
| XXXVII  | 2004 | El Comandante          | 1,800 m      | Arena        | Spago ±           | Cornelio Velásquez      | Moises Henriquez       | Stud La Marea           | 1:52.47      |              |              |              |              |              |              |
| XXXVI   | 2003 | El Comandante          | 1,800 m      | Arena        | Cafajeste         | Cornelio Velásquez      | Rafael Fernández Prado | Stud Full House         | 1:53.73      |              |              |              |              |              |              |
| XXXV    | 2002 | El Comandante          | 1,800 m      | Arena        | Gran Abuelo       | Angel Castillo          | Gustavo Delgado        | Stud Los Grandes        | 1:52.27      |              |              |              |              |              |              |
| XXXIV   | 2001 | El Comandante          | 1,800 m      | Arena        | Alexia ¥          | Rosemary Homeister, Jr. | Eric Gittens           | Stud Campo Azul         | 1:54.56      |              |              |              |              |              |              |
| XXXIII  | 2000 | El Comandante          | 1,800 m      | Arena        | My Own Business   | Emisael Jaramillo       | Antonio Bellardi       | Stud Fantasia           | 1:51.76      |              |              |              |              |              |              |
| XXXII   | 1999 | Presidente Remón       | 1,800 m      | Arena        | Cortisol          | Camilo Pitty            | Julio Torres           | Stud Cantón             | 1:52.20      |              |              |              |              |              |              |
| XXXI    | 1998 | Santa Rosa Park        | 1,800 m      | Arena        | Evaristo ±        | Jesús Barria            | Roberto Arango         | Stud El Naranjo         | 1:52.22      |              |              |              |              |              |              |
| XXX     | 1997 | La Rinconada           | 1,800 m      | Arena        | Alighieri         | Douglas Valiente        | Aantonio Catanese      | Stud San Omero          | 1:50.40      |              |              |              |              |              |              |
| XXIX    | 1996 | El Comandante          | 1,800 m      | Arena        | Angelical ¥       | Roberto Pérez           | Roberto Arango         | Stud Nakacat            | 1:54.73      |              |              |              |              |              |              |
| XXVIII  | 1995 | Hipódromo V Centenario | 1,800 m      | Arena        | Locochón          | Javier Matías           | Juan Ruiz Garcia       | Cuadra Santa Rita       | 1:49.40      |              |              |              |              |              |              |
| XXVII   | 1994 | El Comandante          | 1,800 m      | Arena        | El Gran Nano      | Julio A. García         | Jesus M. Rodríguez     | Establo Tres M.         | 1:51.00      |              |              |              |              |              |              |
| XXVI    | 1993 | El Comandante          | 1,800 m      | Arena        | Verset's Jet      | Juan Cintrón            | Jorge Maymo            | Establo Mandarria       | 1:51.40      |              |              |              |              |              |              |
| XXV     | 1992 | El Comandante          | 1,800 m      | Arena        | Leonardo ±        | Cornelio Velásquez      | Alberto Paz Rodríguez  | Stud La Marea           | 1:51.60      |              |              |              |              |              |              |
| XXIV    | 1991 | El Comandante          | 1,800 m      | Arena        | Vuelve Candy B ±  | Julio A. García         | Candelario Bonilla     | Establo Nori-Annette    | 1:50.80      |              |              |              |              |              |              |
| XXIII   | 1990 | Hipódromo Santa Rita   | 1,900 m      | Arena        | Don Fabián        | Juan Vicente Tovar      | César Cachazo          | Stud Doña Félida        | 1:59.00      |              |              |              |              |              |              |
| XXII    | 1989 | El Comandante          | 1,800 m      | Arena        | Pan de los Pobres | Alfredo Smith, Jr.      | Felix Rodriguez Jr.    | Lucky Four Stables      | 1:53.20      |              |              |              |              |              |              |
| XXI     | 1988 | Hipódromo Caliente     | 1,800 m      | Arena        | Don Gabriel       | Humberto Enríquez       | Alfredo Márquez        | Cuadra San Gabriel      | 1:51.80      |              |              |              |              |              |              |
| XX      | 1987 | El Comandante          | 1,800 m      | Arena        | Rayo Laser        | Rafael Torrealba        | Agustín Bezara         | Establo Tamborazo       | 1:52.60      |              |              |              |              |              |              |
| XIX     | 1986 | Hipódromo Caliente     | 1,800 m      | Arena        | Benemérito        | Douglas Valiente        | Daniel Perez           | Stud Gorjeadora         | 1:49.60      |              |              |              |              |              |              |
| XVIII   | 1985 | La Rinconada           | 1,900 m      | Arena        | Patilargo         | Víctor Tejada           | Felix Rodriguez Jr.    | Militza y Carlos Romero | 1:58.00      |              |              |              |              |              |              |
| XVII    | 1984 | Presidente Remón       | 1,800 m      | Arena        | Galilea ¥         | Jorge Duarte            | Manuel Munar           | Haras Santa Lucía       | 1:57.40      |              |              |              |              |              |              |
| XVI     | 1983 | El Comandante          | 1,800 m      | Arena        | Verset Dancer ¥   | Santos Navarro          | Jose Maymo             | Establo Pro             | 1:50.20      |              |              |              |              |              |              |
| XV      | 1982 | El Comandante          | 1,800 m      | Arena        | Guaybanex         | Juan Santiago           | Juan M. Rodriguez      | Establo Caribe          | 1:53.60      |              |              |              |              |              |              |
| XIV     | 1981 | El Comandante          | 1,800 m      | Arena        | El Cómico         | Víctor Tejada           | Dario Ramos            | Stud Los Novatos        | 1:53.60      |              |              |              |              |              |              |
| XIII    | 1980 | La Rinconada           | 1,800 m      | Arena        | Pikotazo ±        | Laffit Pincay, Jr.      | Alberto Barrera        | Cuadra Just Horgus      | 1:52.20      |              |              |              |              |              |              |
|         | 1979 | No se corrió           | No se corrió | No se corrió | No se corrió      | No se corrió            | No se corrió           | No se corrió            | No se corrió | No se corrió | No se corrió | No se corrió | No se corrió | No se corrió | No se corrió |
| XII     | 1978 | El Comandante          | 1,800 m      | Arena        | Ezgarta           | Rubén Hernández         | Eusebio Razo Beltran   | Cuadra Sigui            | 1:51.00      |              |              |              |              |              |              |
| XI      | 1977 | El Comandante          | 1,800 m      | Arena        | Huracan Sí        | Argenis Rosillo         | Juan Vidal             | Stud Balbico            | 1:54.40      |              |              |              |              |              |              |
| X       | 1976 | Las Américas           | 1,800 m      | Arena        | Voy por Uno       | Gustavo Marquez         | Eusebio Razo Beltran   | Cuadra Ely              | 1:55.60      |              |              |              |              |              |              |
| IX      | 1975 | La Rinconada           | 1,900 m      | Arena        | Teziutlán         | Alberto Zepeda          | René Castillo          | Jorge Sarur Aburto      | 2:02.00      |              |              |              |              |              |              |
| VIII    | 1974 | El Comandante          | 1,800 m      | Arena        | Barremina         | Jacinto Vásquez         | Alberto Paz Rodriguez  | Stud Characo            | 1:54.60      |              |              |              |              |              |              |
| VII     | 1973 | Presidente Remón       | 1,800 m      | Arena        | Montecarlo ±      | Marcel Zúñiga           | Felix Rodriguez        | Dolores de Shulte       | 1:57.60      |              |              |              |              |              |              |
|         | 1972 | No se corrió           | No se corrió | No se corrió | No se corrió      | No se corrió            | No se corrió           | No se corrió            | No se corrió | No se corrió | No se corrió | No se corrió | No se corrió | No se corrió | No se corrió |
| VI      | 1971 | La Rinconada           | 1,800 m      | Arena        | Nacozareño        | Guillermo Gavidia       | Tomas Lopez Altamira   | Cuadra Georgina         | 1:54.00      |              |              |              |              |              |              |
| V       | 1970 | Presidente Remón       | 1,800 m      | Arena        | Hashin            | Miguel Yánez            | Jose Barba             | Cuadra Carrusel         | 1:56.60      |              |              |              |              |              |              |
| IV      | 1969 | Las Américas           | 1,800 m      | Arena        | Guadamur          | Alberto Zepeda          | Antonio Justo          | Cuadra Carrusel         | 1:52.80      |              |              |              |              |              |              |
| III     | 1968 | El Comandante          | 1,800 m      | Arena        | Wiso G.           | Carlos López            | Diego Acevedo          | Cinderella Stud         | 1:54.20      |              |              |              |              |              |              |
| II      | 1967 | La Rinconada           | 1,800 m      | Arena        | El Comanche       | Rubén Contreras         | Claudino Hernández     | Cuadra San Luis         | 1:56.60      |              |              |              |              |              |              |
| I       | 1966 | El Comandante          | 1,800 m      | Arena        | Victoreado        | Gustavo Ávila           | Domingo Noguera Mora   | Stud Raga               | 1:56.20      |              |              |              |              |              |              |

- Un "±" representa un triplecoronado en su país nativo.
- Un "¥" representa una yegua.